# 科雷亚莱博物馆

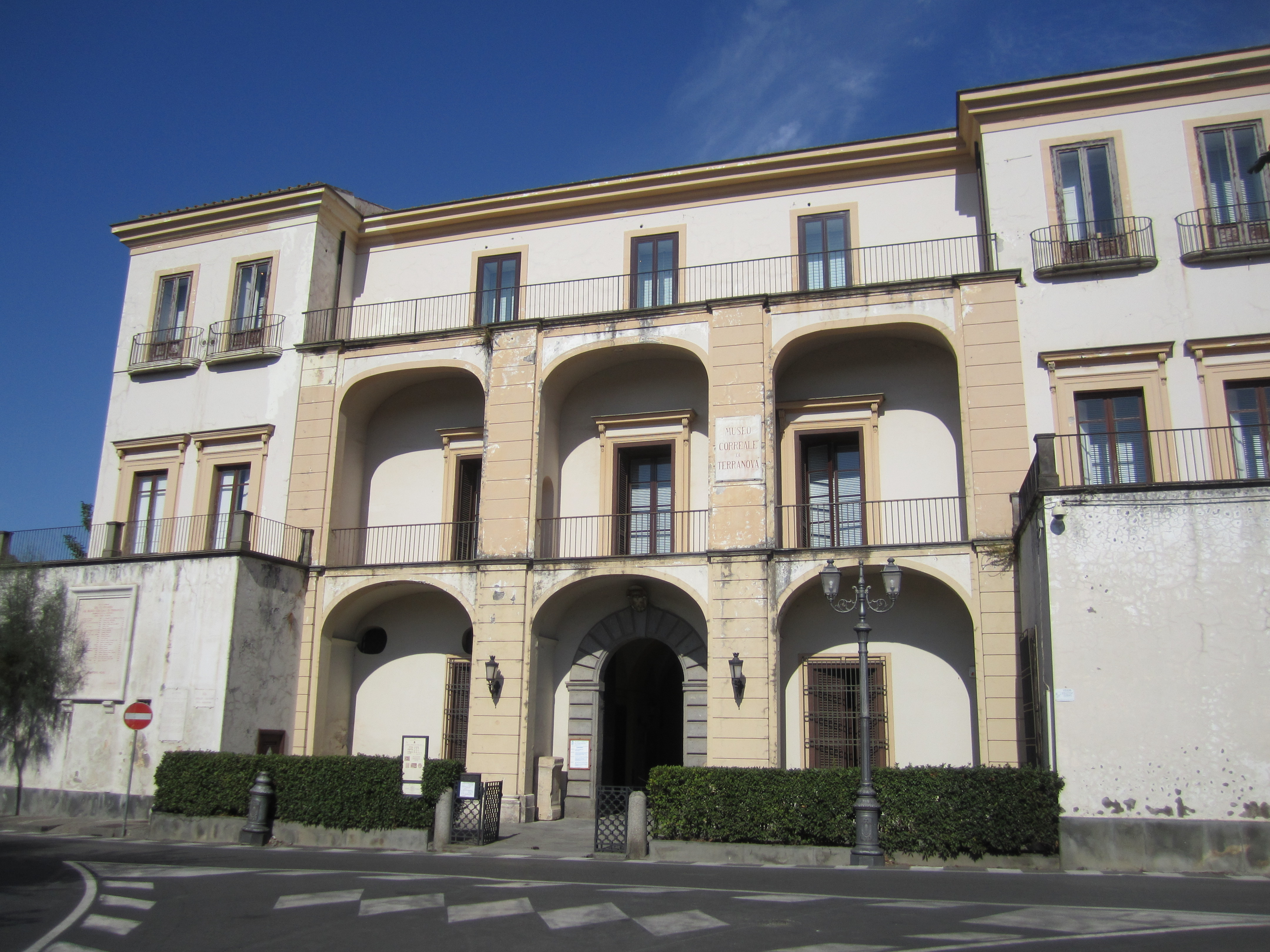
正面

科雷亚莱博物馆（意大利语：Museo Correale di Terranova）是意大利南部城市索伦托的一座博物馆，位于一栋贵族别墅中，周围环绕着柑橘林，露台可以俯瞰那不勒斯湾。该别墅属于科雷亚莱家族所拥有。
该博物馆的藏品被安排在三个楼层的24个展厅，分别展出17-18世纪那不勒斯绘画，以及意大利和欧洲的陶瓷等。